# Trinidad e Tobago nos Jogos Olímpicos de Verão de 1984
Trinidad e Tobago participou dos Jogos Olímpicos de Verão de 1984 em Los Angeles, Estados Unidos.

## Resultados por Evento

### Atletismo
100m masculino
- Hasely Crawford

400m masculino
- Michael Paul
  - Eliminatória — 46.18
  - Quartas-de-final — 45.84
  - Semifinais — 45.60 (→ não avançou)

- Anton Skerritt
  - Eliminatória — 46.30
  - Quartas-de-final — 46.93 (→ não avançou)

- Ali St. Louis
  - Eliminatórias - não terminou (→ não avançou))

Revezamento 4x400m masculino
- Anton Skerritt, Michael Puckerin, Derek Archer, e Michael Paul

100m feminino
- Gillian Forde
- Angela Williams

200m feminino
- Angela Williams

400m feminino
- Gail Emmanuel

Revezamento 4x100m feminino
- Janice Bernard, Gillian Forde, Esther Hope-Washington, e Angela Williams

### Boxe
Peso Pena
- Nirmal Lorick

Peso Meio-Pesado
- Don Smith

### Ciclismo
Velocidade individual masculino
- Gene Samuel

1km contra o relógio masculino
- Gene Samuel

### Natação
100m peito masculino
- Paul Newallo
  - Eliminatória — 1:06.12 (→ nao avançou, 28º lugar)

200m peito masculino
- Paul Newallo
  - Eliminatória — 2:28.88 (→ nao avançou, 32º lugar)

### Vela
Dinghy Misto para uma pessoa
- Jean-Marc Holder